# London Calling (sång)
London Calling är en låt av The Clash från albumet London Calling gjord 1979. Titeln refererar till BBC:s stationsanrop från 1939 och framåt, särskilt känt för utlandssändningarna till ockuperade länder under andra världskriget. Joe Strummer och Mick Jones skrev sången som en reaktion på den känsliga kärnkraftsfrågan som hade blivit aktuell under 1970-talets slut. Bland annat nämns "nuclear error" i texten. Detta refererar till Harrisburgolyckan tidigare under 1979. Sången har också många referenser till översvämning av London samt att punken vid denna tidpunkt betraktades som död.
År 2002 rankade musiktidningen NME London Calling på 9:e plats på sin lista "100 Greatest Singles Of All Time".